# Marquesado de Ibias
El marquesado de Ibias es un título nobiliario español creado por el rey Juan Carlos I en favor de Aurelio Menéndez Menéndez, catedrático de Derecho Mercantil.

## Denominación
La denominación de la dignidad nobiliaria refiere a la ciudad de Ibias, en el principado de Asturias.

## Carta de Otorgamiento
Fue creado, expidiendo la correspondiente Real Carta de Concesión, por:

La valiosa y fecunda labor en el ámbito de la docencia universitaria y las ciencias jurídicas de don Aurelio Menéndez Menéndez, al servicio de España y de la Corona, merece ser reconocida de manera especial, por lo que, queriendo demostrarle mi Real aprecio,

Vengo en otorgarle el título de Marqués de Ibias, para sí y sus sucesores, de acuerdo con la legislación nobiliaria española.

## Marqueses de Ibias
|                            | Titular                               | Periodo                    |
| Creación por Juan Carlos I | Creación por Juan Carlos I            | Creación por Juan Carlos I |
| -------------------------- | ------------------------------------- | -------------------------- |
| I                          | Aurelio Menéndez Menéndez             | 2011-2018                  |
| II                         | María de las Mercedes Menéndez García | 2018-actual titular        |

## Historia de los marqueses de Ibias
- Aurelio Menéndez Menéndez (Gijón, 1 de mayo de 1927-Madrid, 3 de enero de 2018),[3] I marqués de Ibias, jurista y profesor universitário.

Casó en agosto de 1955 con Mercedes García Quintana (m. 31 de julio de 2007). Le sucedió su hija:
- María de las Mercedes Menéndez García, II marquesa de Ibias.[5]